# 高村镇 (易县)
高村乡，是中华人民共和国河北省保定市易县下辖的一个乡镇级行政单位。

## 行政区划
高村乡下辖以下地区：
东高村、西高村、东北奇村、西北奇村、中北奇村、北东庄村、神石庄村、柏木井村、北石楼村、大雁桥村、八里庄村、方城村、卓家庄村、井尔峪村、大胡解村、西市村、东大北头村、血山村、三合庄村、柳林庄村、南石楼村、北福地村、西水冶村、南胡解村、北白涧村、东水冶村、中高村、北胡解村、北高村和西大北头村。